# Cosmopelma decoratum
Cosmopelma decoratum là một loài nhện trong họ Barychelidae. Loài này phân bố ờ Brasil.